# دستور غينيا
دستور غينيا  هو القانون الأساسي لجمهورية غينيا. لدى غينيا أربعة دساتير. تمت الموافقة على الدستور الأخير عن طريق استفتاء في 19 أبريل 2010 واعتمد رسميًا في 7 مايو. ومع ذلك، فقد حُل لاحقًا في 5 سبتمبر 2021، إثر انقلاب 2021.

## خلفية
أجري استفتاء دستوري في 28 سبتمبر 1958 كجزء من استفتاء أوسع عبر الاتحاد الفرنسي (وفرنسا نفسها) حول اعتماد الدستور الفرنسي الجديد. ففي حالة صوتت المستعمرات على قبوله جزءًا من المجتمع الفرنسي الجديد؛ وفي حالة الرفض، يُمنح الإقليم الاستقلال. صوّت أكثر من 95٪ من ناخبي غينيا الفرنسية ضد الدستور، وبلغت نسبة الإقبال 85.5٪، مما يجعلها المستعمرة الوحيدة التي صوتت بلا.

## التاريخ
أصبحت غينيا دولة مستقلة في 2 أكتوبر 1958. صدر الدستور الأول بعد ذلك مباشرة وكُتب على عجل. كتبت لجنة مؤلفة من 15 شخصًا مسودة دستور في غضون 10 أيام، والتي وافقت عليه الجمعية الوطنية الجديدة في 10 نوفمبر 1958 بعد ساعتين فقط من النقاش. ومع ذلك، خلال الحكم الديكتاتوري للرئيس الأول، أحمد سيكو توري، تم تجاهله أو تغييره بشكل روتيني.
في عام 1982، رضخت غينيا للضغوط الدولية والداخلية على حد سواء، واعتمدت دستورًا جديدًا تضمن حماية أفضل لحقوق الإنسان. بعد وفاة توري في عام 1984، أطاح انقلاب عسكري بالحكومة. عُقد استفتاء دستوري آخر، في 23 ديسمبر 1990، تمت ووافق عليه 98.7 ٪ من الناخبين، مما مهد الطريق لدستور ثالث.
وقد أدى استفتاء عام 2001، الذي قاطعته المعارضة، إلى تعديل دستور 1990، وإزالة حدود الولاية الرئاسية وإطالة مدة الولاية من خمس سنوات إلى سبع سنوات. اتهم النقاد الرئيس آنذاك لانسانا كونتي بالسعي للبقاء في السلطة لفترة أطول.
عندما توفي كونتي في عام 2008، استولى النقيب موسى داديس كامارا على السلطة في انقلاب، لكنه أصيب برصاصة في رأسه في ديسمبر 2010. غادر البلاد لتلقي الرعاية الطبية والراحة. وافق لاحقًا على عدم العودة، وعادت غينيا إلى الحكم المدني.
تمت الموافقة على الدستور الرابع عن طريق استفتاء في 19 أبريل 2010 واعتمد رسميًا في 7 مايو.
بعد انقلاب عام 2021، أعلن الجيش إلغاء العمل بالدستور.

## روابط خارجية
- نص دستور 1958 باللغة الفرنسية
- نص دستور 1990 (تمت مراجعته عام 2003) باللغة الفرنسية
- نص دستور 2010 باللغة الفرنسية
- نص دستور 2010 مترجم إلى اللغة الإنجليزية